# Stauroteka

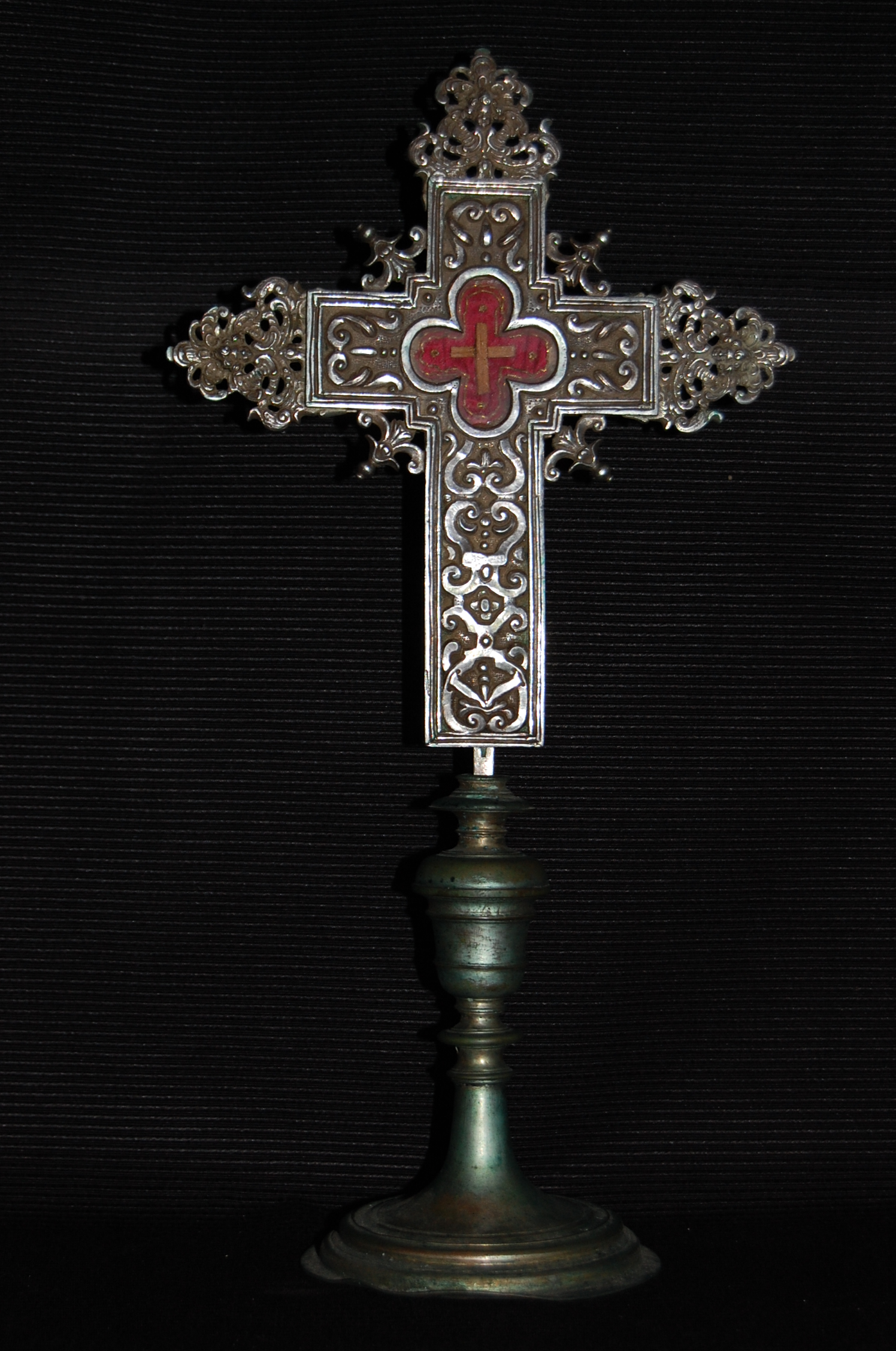
Stauroteka z XVIII w. z włoskiego kościoła Santa Maria la Cava e Sant’Alfio w Lentini

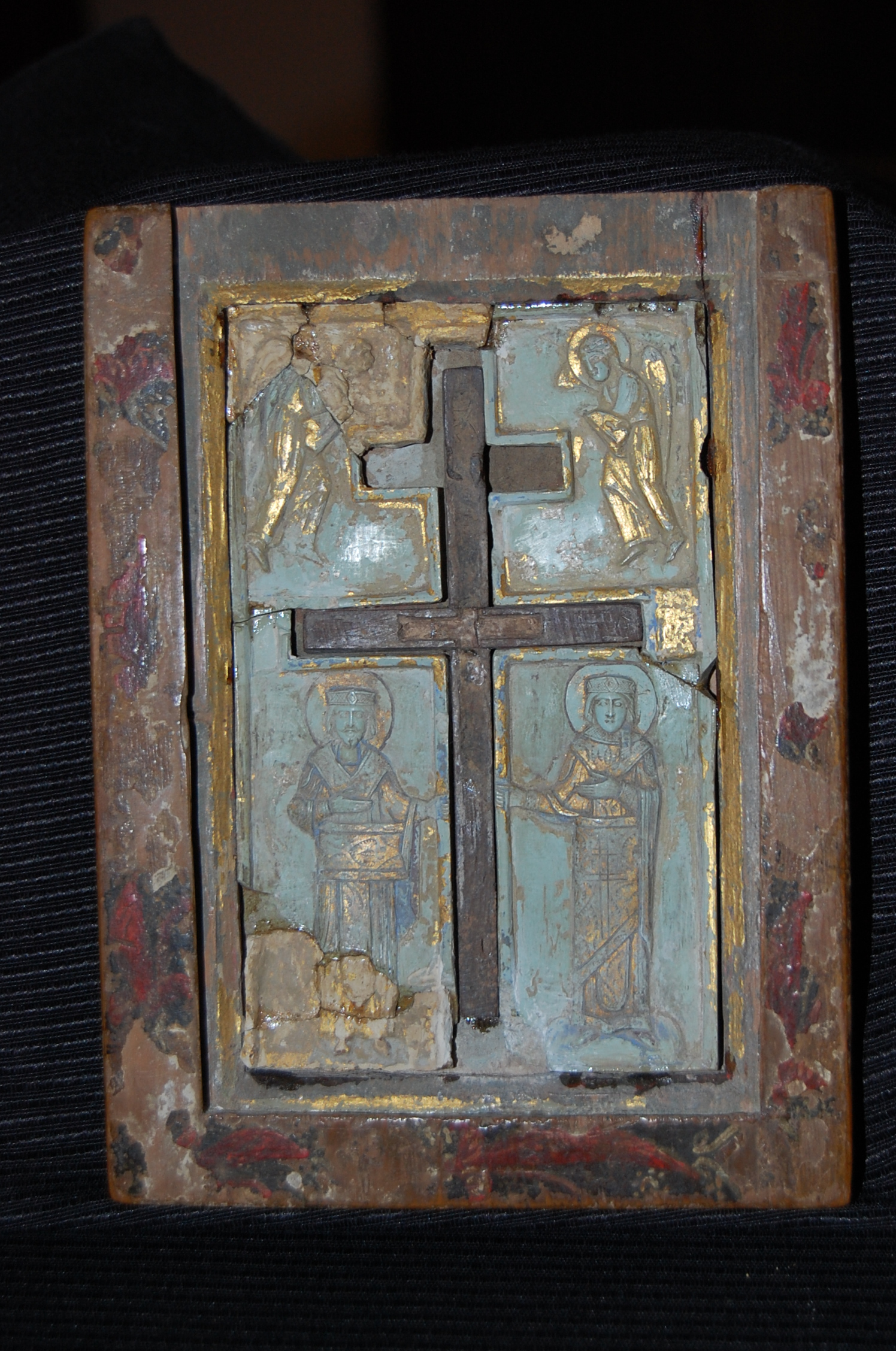
Stauroteka z IX-XI w. z włoskiego kościoła Santa Maria la Cava e Sant’Alfio w Lentini

Stauroteka (od gr.stauros – pierwotnie: pal, belka, obecnie również: krzyż; thekē – pojemnik) – specjalny rodzaj relikwiarza przeznaczony do przechowywania fragmentów Drzewa Krzyża Świętego.
Zazwyczaj wykonywano ją w formie krzyża (ten typ stauroteki był wykonywany od IV do XI w.) lub ikony (tzw. stauroteka ikonowa) czy tryptyku (oba te typy wytwarzano od schyłku X w. do końca XII w.). Stauroteka mogła mieć jednak również inne formy: posągu, miniatury bazyliki Grobu Pańskiego, włóczni itp.
Najczęściej był wykonany ze złotej lub srebrnej blachy, bogato zdobiony, w tym poprzez wysadzanie drogimi kamieniami.
W Polsce, spośród kilkunastu staurotek zachowały się tylko dwie.
Pierwsza – bizantyńska, XII-wieczna, zapewne z Konstantynopola, eksponowana jest w pomieszczeniach Skarbca Koronnego na Wawelu.
Druga – w kształcie krzyża greckiego – zwana stauroteką lednicką nie młodsza niż pierwsze dekady XI w., przechowywana jest w Muzeum Pierwszych Piastów na Ostrowie Lednickim.
Do roku 1939 w kolegiacie w Tumie pod Łęczycą przechowywana była XII-wieczna stauroteka ikonowa o proweniencji bizantyńsko-weneckiej (zabytek, znany z dokumentacji fotograficznej, został zrabowany przez wojska niemieckie).
Inna polska stauroteka, która najprawdopodobniej była wykorzystywana do koronacji polskich władców od Władysława Jagiełły, do Jana Kazimierza w 1649 r., została zrabowana z częścią skarbca koronnego podczas wyjazdu (po abdykacji) z Polski do Francji ostatniego Wazy. Skarby wywiezione przez ostatniego Wazę z Polski nigdy nie wróciły do ojczyzny, przed śmiercią król przekazał je swojej szwagierce Annie Gonzadze (siostrze królowej polskiej Marii Gonzagi), ta z kolei w 1684 r. przekazała je opactwu benedyktyńskiemu w Saint-Germain-des-Pres na przedmieściach Paryża. Relikwia ta obecnie znajduje się w skarbcu paryskiej katedry Notre Dame.